# La Capelle-et-Masmolène
La Capelle-et-Masmolène ist eine französische Gemeinde mit 421 Einwohnern (Stand 1. Januar 2022) im Département Gard der Region Okzitanien.

## Geografie
Die Gemeinde besteht aus den beiden Ortsteilen La Capelle und Masmolène. Die beiden Orte, deren Kerne nur 800 Meter auseinanderliegen, sind durch einen kleinen bewaldeten Hügel getrennt. Die Gemeinde liegt etwa zehn Kilometer von Uzès entfernt.

## Geschichte
1814 wurden die beiden Ortsteile La Capelle und Masmolène zu einer Gemeinde vereinigt. 1810 war der Weiher nahe den Orten vom Mönch Benoît trockengelegt worden.

Das gemeinsame Wappen entstand im Jahr 1694. Dort ist es an der Kirche Saint-Martin zu sehen.

Der Ort La Capelle war bis zur Französischen Revolution die Sommerresidenz der Bischöfe von Uzès. Masmolène hieß ursprünglich Mommolena (1121). Dort gibt es eine kleine romanische Kapelle aus dem Jahr 1044.

### Bevölkerungsentwicklung
| Jahr      | 1962 | 1968 | 1975 | 1982 | 1990 | 1999 | 2008 | 2017 |
| Einwohner | 276  | 276  | 233  | 298  | 323  | 372  | 389  | 439  |

## Kultur und Sehenswürdigkeiten
- Burg von La Capelle aus dem 12. Jahrhundert
- Ruinen des Bergfrieds und der romanischen Kapelle (11. Jahrhundert) in Masmolène
- Étang de la Capelle (42 Hektar großer Weiher)

Das Dorf und das Schloss sind in den „landschaftlich reizvollsten Gegenden des Départements Gard“ vom 14. Mai 1970 aufgeführt.